# Rafael Greca

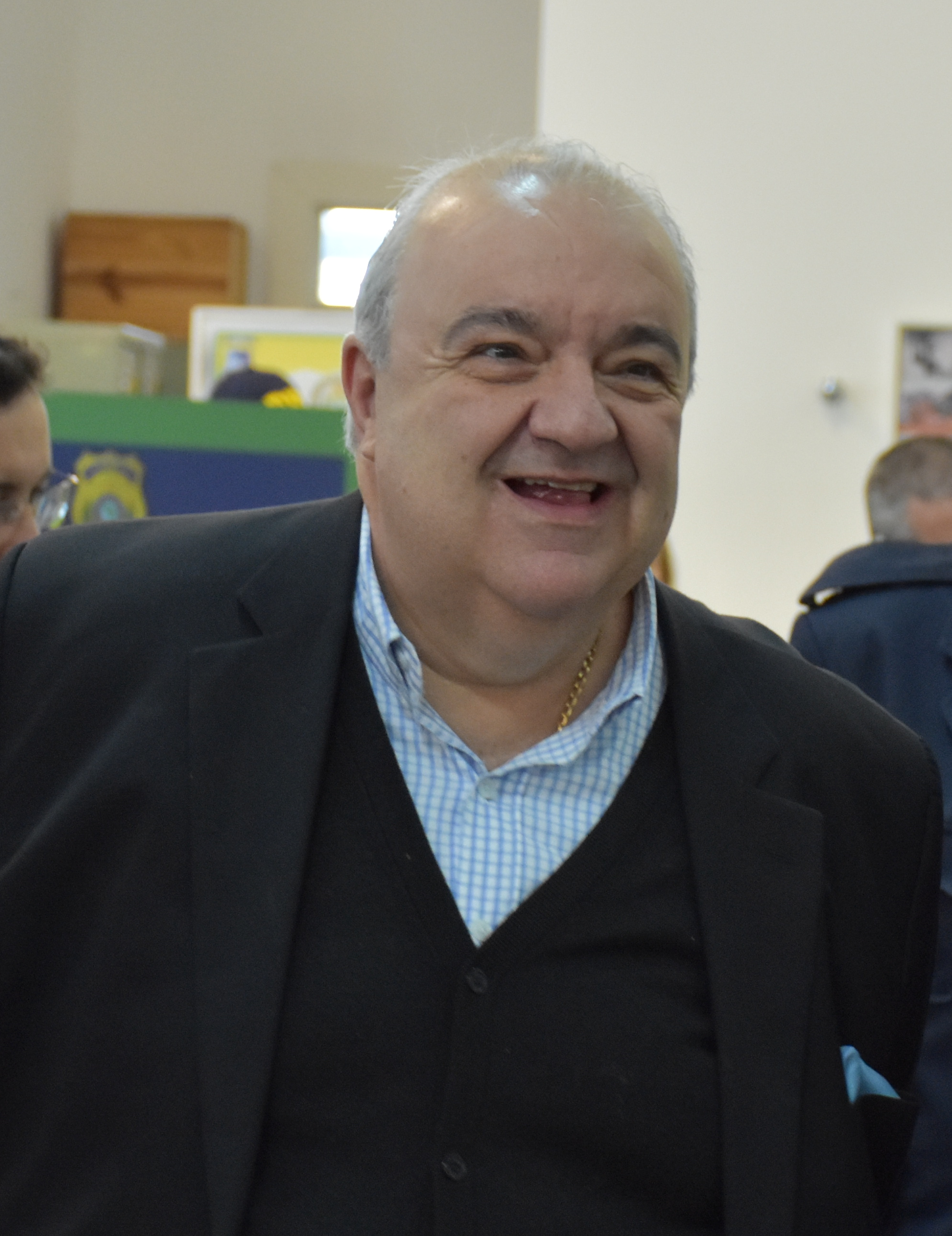
Rafael Greca

Rafael Valdomiro Greca de Macedo, (DEM), (* 17. März 1956 in Curitiba, Paraná) ist ein brasilianischer Politiker (Democratas). Er ist seit 2016 amtierender Bürgermeister von Curitiba und wurde im November 2020 wiedergewählt. Greca war der 77. und 82. Bürgermeister und ist ab 2021 der 83. Bürgermeister der Stadt.

## Leben und Wirken
Der schwergewichtige Rafael Greca, wie er stets genannt wird, entstammt einer Familie italienisch-französischer Einwanderer. Sein Vater war der Ingenieur Eurico Dacheux de Macedo, seine Mutter Terezinha Greca de Macedo.
Greca studierte zunächst von 1974 bis 1977 an der Fundação de Estudos Sociais do Paraná (FESP) Wirtschaftswissenschaften und schloss 1978 ein Studium der Ingenieurwissenschaften mit Schwerpunkt auf Städtebau an der Universidade Federal do Paraná (UFPR) in Curitiba ab.
Greca ist mit der Journalistin Margarita Elizabeth Pericás Sansone verheiratet. Er ist Mitglied des Instituto Histórico e Geográfico do Paraná (Historisch-Geografisches Institut von Paraná).

## Politische Laufbahn
In den 1980er-Jahren begann zunächst auf kommunaler Ebene seine politische Karriere. Er wurde Stadtrat von Curitiba von 1983 bis 1987 und war Abgeordneter im Parlament des Bundesstaates Paraná (Legislativversammlung von Paraná) von 1987 bis 1991 sowie von 2003 bis 2007. Von 1993 bis 1996 war er schon einmal Bürgermeister seiner Heimatstadt. Minister für Soziales des Bundesstaates Paraná war er von 2000 bis 2002.
Dann erfolgte eine kurzzeitige Karriere auf Bundesebene. So war er unter der Regierung von Präsident Fernando Henrique Cardoso Brasiliens Minister für Sport und Tourismus von Februar 1999 bis Mai 2000 und Abgeordneter im Bundesparlament in Brasilia für den Bundesstaat Paraná 1999 bis 2003.
Neben seiner Amtszeit als 77. Stadtpräfekt Mitte der 1990er-Jahre wurde er 2016 erneut zum Stadtpräfekten von Curitiba gewählt und im November 2020 mit über 59 % wiedergewählt.
Er steht für die grünste und eine der modernsten und sozialsten Städte Brasiliens und setzt sich vor allem für die Armen ein. Seine erste Amtszeit als Bürgermeister wurde 1997 mit dem World Habitat Award für die Stadt gewürdigt.
Greca wechselte mehrmals seine Parteizugehörigkeit. So war er Mitglied von 1982 bis 1983 des Partido Democrático Social (PDS), von 1983 bis 1997 des Partido Democrático Trabalhista (PDT), von 1997 bis 2003 des Partido da Frente Liberal (PDL, heute nach Umbenennung Democratas), von 2003 bis 2015 des Movimento Democrático Brasileiro (MDB), von 2015 bis 2019 des Partido da Mobilização Nacional (PMN), um 2019 zu den Democratas zu wechseln.

## Autor
2001 wurde er in die Academia Paranaense de Letras aufgenommen (Stuhl 8). Er hat dutzende Bücher zum Thema der Geschichte von Curitiba geschrieben und über Persönlichkeiten der Stadt. Auch veröffentlichte er ein Gedichtband.

## Werke (Auswahl)
- Poema ao Rio Iguaçu, 1997, Lyrik.
- Verdades e mentires de meu tempo de ministro, 2000. (Memoiren).
- Da Favela ao Bairro Novo – Ecologia Humana.
- Caminho para o Paraná do Próximo Milênio